# 지층

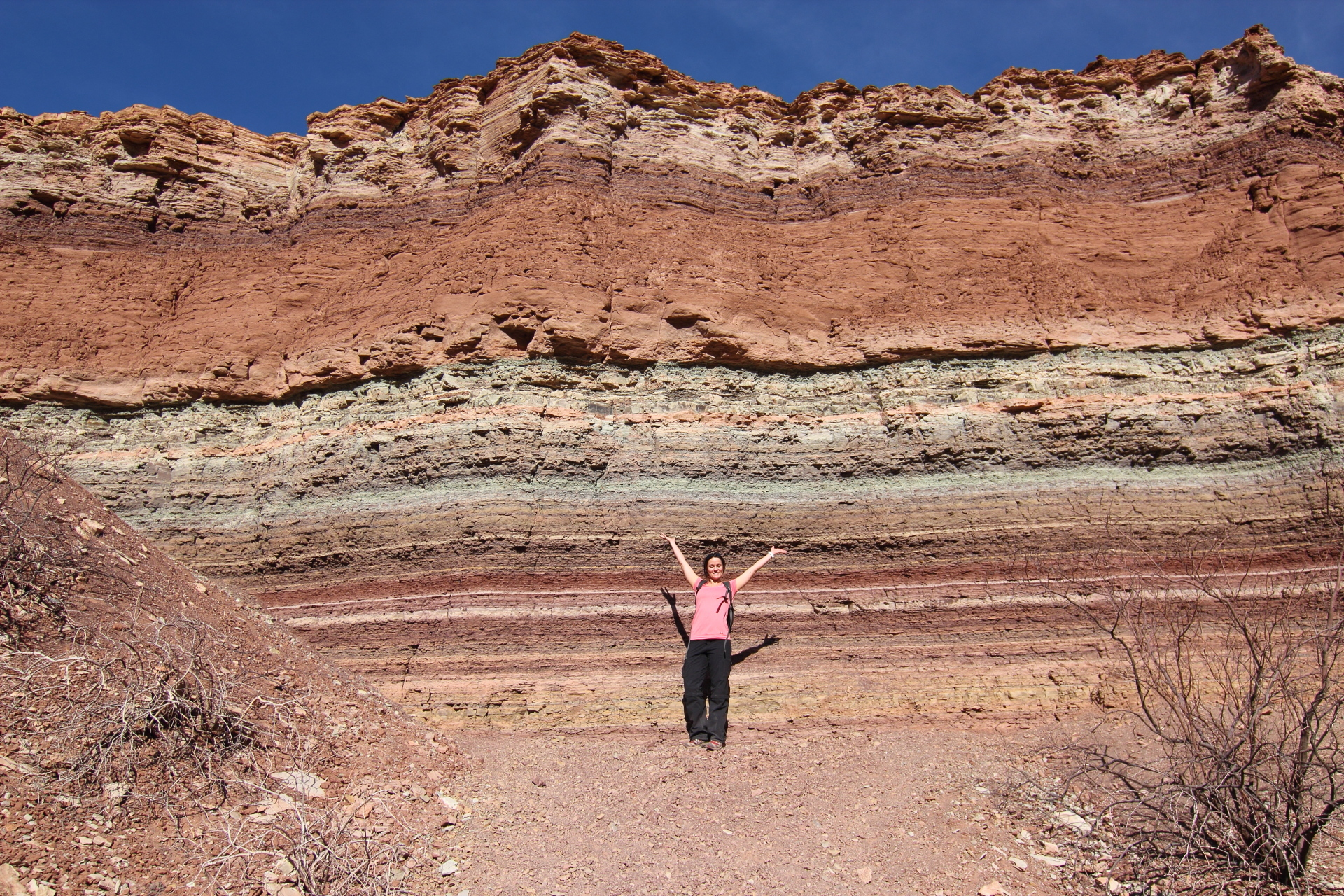
아르헨티나 살타의 지층

지층(地層, foliated rocks)이란 암석이나 토사가 퇴적된 층이다. 지질학에서 지층이란 암석이나 토양의 층으로 이웃한 다른 지층들과 구분되는 특성을 가지는 것을 의미한다. 각 층은 일반적으로 서로 평행하게 놓여있으며 자연적인 힘에 의해서 쌓인 것이다. 어떤 지층은 수 백에서 수 천 킬로미터나 뻗어있기도 한다. 지층은 보통 서로 색이나 구조가 다른 암석들이 교호하며 쌓여있는 줄무늬로 보이며 절벽, 도로의 절개면 등지에서 볼 수 있다. 각 줄무늬의 두께는 얇게는 몇 밀리미터에서 두껍게는 수 킬로미터 이상에 이르기도 한다. 각 줄무늬들은 그 층이 퇴적된 때의 특징적인 상황(강바닥, 해변, 늪지, 사구 따위들)을 반영하고 있다.

## 같이 보기
- 층리
- 누층
- 지질도